# مكتب مكافحة التجسس العام (فنزويلا)
مكتب مكافحة التجسس العام كانت وكالة مكافحة التجسس العسكرية في فنزويلا.
وفقًا لصحيفة نيويورك تايمز ، تم استبدال الوكالة بـ المديرية العامة لمكافحة التجسس العسكري في عام 2008.